# Diocèse de Moroto
 (mars 2019).
Si vous disposez d'ouvrages ou d'articles de référence ou si vous connaissez des sites web de qualité traitant du thème abordé ici, merci de compléter l'article en donnant les références utiles à sa vérifiabilité et en les liant à la section « Notes et références ».

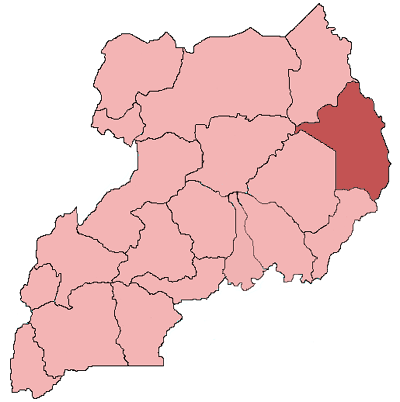
Carte du diocèse catholique de Moroto, en Ouganda

Le diocèse de Moroto (Dioecesis Morotoensis) est un diocèse catholique en Ouganda, suffragant de l'archidiocèse de Tororo. Son siège est la cathédrale Regina Mundi de Moroto. La langue liturgique est l'anglais suivi du swahili. L'actuel ordinaire, depuis 2014, est Mgr Damiano Giulio Guzzetti, missionnaire combonien italien.

## Territoire
Son territoire s'étend sur 14 857 km2 subdivisé en 10 paroisses.

## Historique
Le diocèse de Moroto a été érigé le 22 mars 1965 par la constitution apostolique Ex quo Christus de Paul VI, en détachant une portion de territoire du diocèse de Gulu. Le 20 mai 1991, c'est à son tour de donner une portion de son territoire pour la formation du nouveau diocèse de Kotido.
C'est ici qu'est née en 1968 la congrégation missionnaire des apôtres de Jésus qui a essaimé dans toute l'Afrique.

## Ordinaires
- Sisto Mazzoldi MCCJ, 1967–1980
- Paul Lokiru Kalanda, 1980–1991, puis évêque de diocèse (en) de Fort Portal
- Henry Apaloryamam Ssentongo (de), 1992–2014
- Damiano Giulio Guzzetti MCCJ, depuis 2014.

## Œuvres
Hôpital de Matany

## Statistiques
Selon l'annuaire pontifical de 2009, le diocèse comprend 214 000 catholiques sur une population totale de 400 000 habitants, soit 53,5 pour cent. Selon les statistiques de 2013, la proportion des catholiques est en baisse : 232 000 baptisés pour 475 000 habitants, soit 48,8 pour cent. Ils disposent de 17 prêtres diocésains et de 19 prêtres religieux, de 45 religieux et de 52 religieuses.